# 陶站
陶站（日语：／ Sue eki */?）是位於日本香川縣綾歌郡綾川町，屬於高松琴平電氣鐵道（琴電）琴平線的鐵路車站，車站編號為K13，屬無人車站。本站是現時列車交換車站，不論是平日的繁忙時間或日常30分鐘的班次，從兩端開出的列出都以本站作為交換車站，時間表上開往高松築港或琴平的列車都是近乎相同。

## 車站結構
現時完全採用簡易車站模式運作，沒有站房。為改善車站配套，綾川町將位於在2號月台外的空地，改建成一個小型的新交通運輸處，並增設町營巴士站及站外洗手間以方便乘客，有關設施已於2024年4月1日投入使用。現在，往高松及往琴平方向的月台均有各自的出入口，其中往琴平方向設有樓梯及無障礙斜道；而往高松方向則為新建的無障礙斜道。原設於月台上的自動售票機則改設2號月台斜道入口、對向新交通廣場前。
也因新交通廣場啟用及因應車站改善工程，現時各月台均各設有一組對應出、入閘的IC卡感應器、原來位於站內、橫越路軌的平交道也因應往高松的月台加設了入口而被撤去。指示板也採用了琴電標準白藍配色，並配以日、英、中、韓四國文字標示。至於新交通廣場設有一個町營巴士車站、旁邊設有一座設有男士專用、及男、女、傷殘人士㓋用的水泥建洗手間一座。

### 舊站房
原建於2號月台上，是一座與太田站相近的木製小站務室，由於月台旁邊早已建有民居，甚至最近月台的一間，其側門已可進入車站範圍下，所以令站務室要設於月台上。後來因應無人化，站務室亦改為儲物用途。同時，為方便旅客，在原站務室至通往路口的一段通道裝設了上蓋。
在原站務室服務窗口前放置了一部簡易式售票機、IC卡感應器及自動販賣機，進站後，直向即前往2號月台，右轉沿平交道則通往1號月台，該處亦設有1座男、女共用式的洗手間。

### 月台
設有側式月台2座，長約80米，有效長度為4輛。月台上均設有上蓋候車亭，內設有候車座位1號月台另設由斜道起點至月台候車亭、大約40米的上蓋；至於2號月台，原來位於舊民居與月台之間的上蓋則獲得了保留，並在此重新安裝售票機及失明人士專用觸摸式地圖；亦為原上蓋與候車亭之間一小段的露天部份加回了上蓋。至於供出入站用IC卡感應器，未進行改善化工程時，只有2號月台設有，但由於過往月台之間以平交道連接，往1號月台的乘客均會經過原有的拍卡機，但改善工程後，各月台均有本身的出入口，平交道也拆去，所以亦在1號月台上加設了另一組IC卡感應器。
與岡本站相同，列車採用右側進站的方式，軌道設計上，2號月台為主軌道，1號月台為避線軌道。
| 月台 | 路線     | 方向 | 目的地             | 備註 |
| ---- | -------- | ---- | ------------------ | ---- |
| 1    | ■ 琴平線 | 上行 | 高松築港方向       |      |
| 2    | ■ 琴平線 | 下行 | 瀧宮、琴電琴平方向 |      |

## 歷史
- 1926年12月21日：開業[1]。
- 1991年3月16日：增設1座側式月台（現1號月台），轉為列車可交換車站，原位於高松築港方向的「陶信號場」廢除。
- 2024年4月1日：站前新交通運輸處投入使用，並增設町營巴士站及站外洗手間[2]。

## 使用狀況
| 1日上落人數推斷 | 1日上落人數推斷 |
| 年度            | 1日平均人數     |
| --------------- | --------------- |
| 2011            | 807             |
| 2012            | 806             |
| 2013            | 784             |
| 2014            | 670             |
| 2015            | 632             |
| 2016            | 610             |
| 2017            | 607             |
| 2018            | 616             |
| 2019            | 598             |
| 2020            | 464             |
| 2021            | 464             |
| 2022            | 482             |

## 相鄰車站
高松琴平電氣鐵道（琴電）
■琴平線
畑田 (K12) - 陶 (K13) - 綾川 (K14)

## 外部連結
- 高松琴平電鐵陶站資訊 （页面存档备份，存于）（日語）